# Hans Memling
Hans Memling (Seligenstadt, oko 1430. – Brugge, 11. kolovoza 1494.), bio je njemački slikar čija je umjetnost oslikavala grad Brugge u razdoblju političkoga i trgovačkoga opadanja. 
Hans Memling bio je renesansni slikar 15. stoljeća, i pripadao je grupi koja je radila u posljednjoj trećini 15. i početku 16. stoljeća. 
Ne zna se mnogo o životu ovoga slikara. Njemačkog porijekla, svoja slikarska znanja stekao je u slikarskoj radionici u blizini Rajne ili Kölna. Dokumentirana je njegova prisutnost u Bruxellesu 1465. godine i u Bruggeu 1466. Također se zna, da je 1467. godine ušao u udruženje slikara iz Bruggea.
Bio je učenik Rogiera van der Weydena te vrlo popularan slikar, koji je stekao veliko bogatstvo zahvaljujući svom umjetničkom umijeću, jer je dobivao narudžbe iz drugih zemalja širom Europe. Zna se da je bio jedan od omiljenih slikara kastiljanske kraljice Izabele Katoličke.

## Galerija
- Posljednji sud
- Došašće i trijumf Krista
- Majka boli
- Navještenje